# Trapiantatrice
La trapiantatrice è una macchina agricola che viene trainata da un trattore e permette di mettere a dimora nel terreno le piantine che sono state precedentemente ottenute in semenzaio a partire da semi (ad es. il  cavolo) o talee (ad es. la fragola). 
Tale macchina realizza congiuntamente l'apertura del solco nel terreno, la deposizione delle piantine, la chiusura del solco ed il costipamento del terreno attorno alle radici delle piantine. Per realizzare ciò, la trapiantatrice consta di un assolcatore, una tramoggia che contiene le piantine, un apparato di distribuzione (che preleva le piantine dalla tramoggia e le deposita nel solco) e dispositivi per costipare il terreno e chiudere il solco. 
La trapiantatrice è usata prevalentemente in orticoltura, floricoltura e nella coltivazione del riso e del tabacco.